# 蓬特德多明戈夫洛雷斯
蓬特德多明戈夫洛雷斯，是西班牙卡斯蒂利亚-莱昂莱昂省的一个市镇。 总面积59平方公里，2001年总人口1,930人，人口密度33人/平方公里。